# Saint Andrew's Church, Göteborg

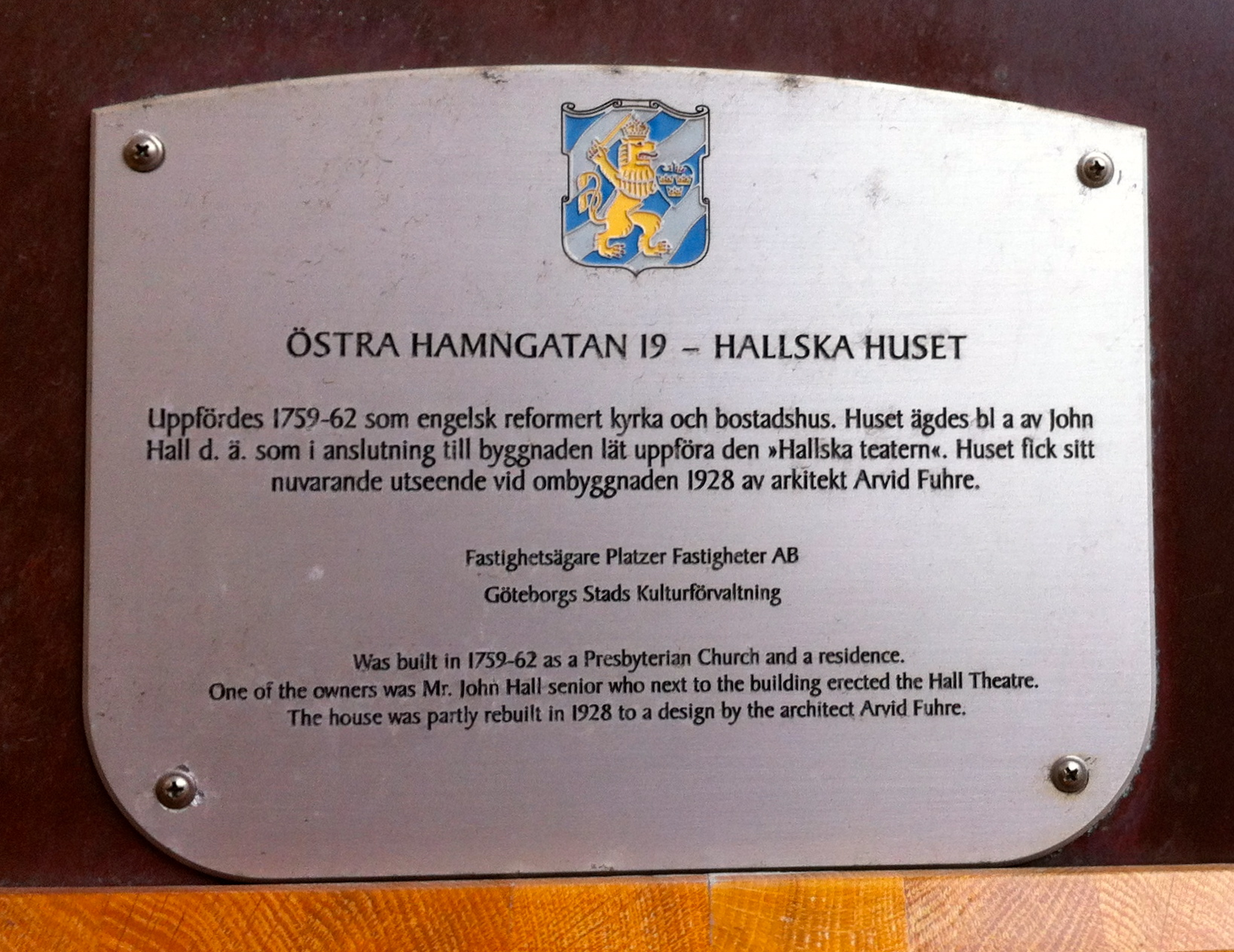
Hallska huset vid Östra Hamngatan 19. Huset byggdes 1759–62 som engelsk reformert kyrka och bostadshus. John Hall den äldre lät i anslutning till huset uppföra den "Hallska teatern".

Saint Andrew's Church eller Engelska kyrkan är en kyrkobyggnad belägen i stadsdelen Inom vallgraven i Göteborgs kommun som tillhör Engelska kyrkan, där den är en del av Europas stift (Diocese in Europe).
Kyrkan invigdes den 30 november 1857, och är byggnadsminne sedan 30 januari 1978 med skydd för omgivande tomt, interiör och exteriör. Den ingår i kommunens program för Värdefulla miljöer (1985) samt Bevaringsprogram (1987). Byggnaden är skyddad enligt Naturresurslagens 2:a kapitel (Riksintresse), Kulturmiljölagens 2:a kapitel (Fornminnen) och Kulturminneslagens 3:e kapitel (Byggnadsminnen).

## Historia
Redan 1691 fanns i Göteborg en Engelsk reformert församling som 1741 fick religionsfrihet och därmed rätt att bygga en kyrka. Till "kyrka och wåningsrum" uppförde församlingen 1759 ett trevåningshus vid Östra Hamngatan 19, senare kallat det Hallska huset (efter John Hall den äldre). Engelska präster var anställda fram till 1785, varefter gudstjänster fram till 1822 förrättades av präster som tillfälligt befann sig i staden. Först därefter fick församlingen en egen pastor.

### Församlingen
Mellan 1747 och 1883 förde Göteborgs engelska församling (även Göteborgs engelska reformerta församling eller Anglikanska episkopalförsamlingen i Göteborg) som en legaliserad församling för främmande trosbekännare i Sverige officiell kyrkobokföring med födelse- och dopböcker, lysnings- och vigselböcker samt död- och begravningsböcker, separat från de andra församlingarna i Göteborg (som tillhörde Svenska kyrkan. Efter 1883 blev denna församlings medlemmar tvungna att kyrkoskrivas i de församlingar inom vars område de bodde i. Dock erhöll prästerskapet i denna församling 1883 rättigheten att med laga verkan förrätta vigsel.

### Befolkningsutveckling
| Befolkningsutvecklingen i Göteborgs engelska (reformerta) församling 1830–1880 | Befolkningsutvecklingen i Göteborgs engelska (reformerta) församling 1830–1880 | Befolkningsutvecklingen i Göteborgs engelska (reformerta) församling 1830–1880 | Befolkningsutvecklingen i Göteborgs engelska (reformerta) församling 1830–1880 | Befolkningsutvecklingen i Göteborgs engelska (reformerta) församling 1830–1880 |
| --- | ------------------------------------------------------------------------------ | ------------------------------------------------------------------------------ | ------------------------------------------------------------------------------ | ------------------------------------------------------------------------------ |
| |                                                                                |                                                                                |                                                                                |                                                                                |
| År |                                                                                |                                                                                | Folkmängd                                                                      |                                                                                |
| 1830 | 1830                                                                           |                                                                                | 92                                                                             |                                                                                |
| 1850 | 1850                                                                           |                                                                                | 55                                                                             |                                                                                |
| 1860 | 1860                                                                           |                                                                                | 105                                                                            |                                                                                |
| 1865 | 1865                                                                           |                                                                                | 131                                                                            |                                                                                |
| 1870 | 1870                                                                           |                                                                                | 113                                                                            |                                                                                |
| 1880 | 1880                                                                           |                                                                                | 113                                                                            |                                                                                |
| Anm: För åren 1830-1880: befolkning enligt folkräkning 31 december enligt den administrativa indelningen den 1 januari följande år. För år 1840 ingick församlingens folkmängd i siffran för Göteborgs mosaiska församling. |                                                                                |                                                                                |                                                                                |                                                                                |

## Kyrkobyggnaden
Kyrkan uppfördes 1855–1857 efter ritningar av major Adolf Wilhelm Edelsvärd och bekostades till hälften genom frivilliga bidrag från församlingsmedlemmar och till den andra hälften av den engelska staten. Den första stenen i grunden lades av industrimannen Robert Dickson den 19 juni 1855 och kyrkan invigdes den 30 november 1857. Fasaden är uppförd i gult tegel och fönster och portal är av sandsten.
Byggnaden är i den nygotiska stil som Edelsvärd var en stor anhängare av, med fialer, spetsgafflar och strävpelare. Den är 24 meter lång och 10,5 meter bred. Fem fönstermålningar i kyrkans östra ände föreställer Matteus, Markus, Petrus, Paulus och Johannes. De utformades i Skottland och skänktes till kyrkan i slutfasen av byggnationen. Kyrkan tillägnades Andreas på dennes helgondag, den 30 november 1857.

### Orgel
Den historiska orgeln med fjorton stämmor, fördelade på två manualer och pedal, är byggd av Marcussen & Søn och invigdes den 1 november 1862. Den omdisponerades 1966 av A. Magnusson Orgelbyggeri AB samt renoverades och återdisponerades 1988 av Herwin Troje. 

## FöreningenBritish Poorbox
Den nuvarande kyrkan är den Engelska församlingens tredje kyrka. Församlingen bildades 1747, sedan svenska myndigheter 1741 tillåtit offentliga anglikanska gudstjänster. Men redan den 1 mars 1699 hade en förening, kallad British Poorbox,  bildats av brittiska medborgare i Göteborg. Föreningen hade till uppgift att "... inbördes stödja varandra och utöva välgörenhet samt lämna bistånd åt landsmän , vilka av en eller annan orsak vore i behov av hjälp." Deras verksamhet utvecklade sig alltmer, genom föreningen British Factory, till att upprätthålla den engelska gudstjänsten, samt att förvalta befintliga donationsfonder. Medlemmarna av British Poorbox ansågs utgöra församlingens kyrkoråd. 1926 antogs stadgarna för "Engelska församlingen i Göteborg", vilka därmed fastställde det inbördes förhållandet mellan British Poorbox och församlingen.

## Organister
Lista över organister.
| Verksam   | Namn         | Levnadstid | Övrigt   |
| --------- | ------------ | ---------- | -------- |
| 1857–1900 | Josef Czapek | 1825–1915  | Organist |